# 1. marinski polk (ZDA)
Za druge 1. polke glejte 1. polk.
1. marinski polk (angleško 1st Marine Regiment) je marinski polk Korpusa mornariške pehote ZDA.
Trenutno je v sestavi 1. marinske divizije in I. marinske ekspedicijske sile.

## Organizacija
- Štabna četa
- 1. bataljon 1. marinskega polka
- 2. bataljon 1. marinskega polka
- 3. bataljon 1. marinskega polka
- 1. bataljon 4. marinskega polka